# 1768
| [ Edytuj tabelę ]              | |
| Król Polski                    | - 1764 Stanisław August Poniatowski 1795 |
| Emir Afganistanu               | - 1747 Ahmed Szah Abdali (padyszach) 1772 |
| Współksiążęta Andory           | - 1763 Francesc Fernández de Xátiva y Contreras 1771 - 1715 Ludwik XV 1774                                                                          |
| Elektor Bawarii                | - 1745 Maksymilian III Józef 1777 |
| Sułtan Brunei                  | - 1762 Omar Ali Saifuddin I 1795 |
| Cesarz Chin                    | - 1735 Qianlong 1796 |
| Król Czech                     | - 1743 Maria Teresa 1780 |
| Król Danii                     | - 1766 Chrystian VII 1808 |
| Dalajlama                      | - 1758 Jamphel Gjaco 1804 |
| Cesarz Etiopii                 | - 1755 Joas I 1769 |
| Król Francji                   | - 1715 Ludwik XV 1774 |
| Król Gruzji                    | - 1762 Herakliusz II 1798 |
| Król Hiszpanii                 | - 1759 Karol III 1788 |
| Landgraf Hesji-Kassel          | - 1760 Fryderyk II Heski 1785 |
| Stadhouder Holandii            | - 1751 Wilhelm V Orański 1795 |
| Szach Iranu                    | - 1750 Karim Chan 1779 |
| Państwo Wielkich Mogołów       | - 1759 Shah Alam II 1806 |
| Król Irlandii                  | - 1760 Jerzy III Hanowerski 1820 |
| Cesarz Japonii                 | - 1762 Go-Sakuramachi 1770 |
| Kalif                          | - 1757 Mustafa III 1773 |
| Patriarcha Konstantynopola     | - 1763 Samuel I Chaceres 1768 - 1768 Melecjusz II 1769                                                                                              |
| Władca Korei                   | - 1724 Yŏngjo 1776 |
| Książę Kurlandii i Semigalii   | - 1763 Ernest Jan Biron 1769 |
| Emir Kuwejtu                   | - 1762 Abd Allah I 1814 |
| Książę Liechtensteinu          | - 1748 Józef Wacław 1772 |
| Sułtan Maroka                  | - 1757 Muhammad III 1790 |
| Książę Monako                  | - 1733 Honoriusz III 1793 |
| Król Nawarry                   | - 1710 Ludwik XV 1774 |
| Król Nepalu                    | - 1768 Prithvi Narayan 1775 |
| Król Norwegii                  | - 1766 Chrystian VII 1784 |
| Sułtan Omanu                   | - 1749 Ahmad ibn Sa’id 1783 |
| Elektor Palatynatu             | - 1742 Karol IV Teodor 1799 |
| Papież                         | - 1758 Klemens XIII 1769 |
| Książę Parmy i Piacenzy        | - 1765 Ferdynand 1802 |
| Król Portugalii                | - 1750 Józef 1777 |
| Król w Prusach                 | - 1740 Fryderyk II Wielki 1772 |
| Car Rosji                      | - 1762 Katarzyna II Wielka 1796 |
| Cesarz Rzymski (niemiecki)     | - 1765 Józef II Habsburg 1790 |
| Kapitanowie Regenci San Marino | - 1767 Giambattista Angeli Giuseppe Bertoni 1768 - 1768 Giuliano Gozi Francesco Casali 1768 - 1768 Costantino Bonelli Giovanni Antonio Malpeli 1769 |
| Elektor Saksonii               | - 1763 Fryderyk August III 1806 |
| Król Sardynii                  | - 1730 Karol Emanuel III 1773 |
| Król Szwecji                   | - 1751 Adolf Fryderyk 1771 |
| Sułtan Turków                  | - 1757 Mustafa III 1774 |
| Doża Wenecji                   | - 1763 Alvise Giovanni Mocenigo 1779 |
| Król Węgier                    | - 1740 Maria Teresa 1780 |
| Monarcha Wielkiej Brytanii     | - 1760 Jerzy III 1820 |
| Premier Wielkiej Brytanii      | - 1766 William Pitt Starszy 1768 - 1768 Augustus Henry Fitzroy 1770                                                                                 |

Rok 1768 / MDCCLXVIII
stulecia: XVII wiek ~
XVIII wiek ~
XIX wiek

lata: 1758 «
1763 «
1764 «
1765 «
1766 «
1767 «
1768
» 1769
» 1770
» 1771
» 1772
» 1773
» 1778

## Wydarzenia w Polsce
- 24 lutego – zawarto traktat warszawski.
- 26 lutego – sejm uchwalił tzw. prawa kardynalne, potwierdzające przywileje ustrojowe szlachty.
- 29 lutego – przez szlachtę zawiązana została konfederacja barska skierowana przeciwko kurateli Rosji, królowi Stanisławowi Augustowi Poniatowskiemu i popierającemu go wojsku rosyjskiemu; jej celem było zniesienie ustaw narzuconych przez Rosję.
- Marzec – zakończenie Sejmu Repninowskiego w Warszawie.
- 4 marca – w Barze zawiązano i zaprzysiężono związek zbrojny konfederacji barskiej, założonej 29 lutego.
- 23 marca – Rada Senatu podjęła uchwałę o wezwaniu wojsk rosyjskich w celu stłumienia konfederacji barskiej.
- Maj – na Ukrainie wybuchło powstanie zwane koliszczyzną.
- 29 maja – poseł rosyjski w Warszawie Nikołaj Repnin wydał w imieniu carycy Katarzyny II deklarację przeciwko konfederacji barskiej.
- 11 czerwca – konfederacja barska: porażka Konfederatów w bitwie pod Krotoszynem.
- 19 czerwca – konfederacja barska: wojska rosyjskie zdobyły Bar.
- 20 czerwca – zawiązała się konfederacja w Krakowie i objęła w nim władzę.
- 21 czerwca – koliszczyzna: zbuntowani Kozacy i ruskie chłopstwo zdobyli Humań, gdzie dokonali rzezi około 20 tys. Polaków i Żydów.
- 22 czerwca – konfederacja barska: krakowski mieszczanin Marcin Oracewicz położył trupem oficera dowodzącego szturmem Moskali, używając guzika zamiast kuli.
- 29 czerwca – rzeź humańska na Polakach i Żydach podczas powstania chłopskiego na Ukrainie (koliszczyzna).
- 27 lipca – rozpoczęło się oblężenie Krakowa przez wojska rosyjskie – załoga miasta liczyła około 2 tys. żołnierzy.
- 17 sierpnia – Kraków zdobyty przez wojska rosyjskie.
- 26 października – konfederacja barska: kapitulacja Nieświeża.

## Wydarzenia na świecie
- 9 stycznia – w Londynie odbyło się pierwsze nowoczesne przedstawienie cyrkowe.
- 15 maja – został zawarty traktat wersalski, na mocy którego Republika Genui zrzekła się swoich pretensji do władzy nad Korsyką i oddała prawa do niej Francji za 2 miliony lirów długu, jaki miała wobec Ludwika XV.
- 25 sierpnia – James Cook rozpoczął swoją pierwszą wyprawę.
- 25 września – wybuchła V wojna rosyjsko-turecka.
- 6 października – Turcja oficjalnie wypowiedziała wojnę Rosji, żądając wycofania wojsk rosyjskich z terenów Rzeczypospolitej.
- 6 grudnia – ukazał się I tom „Encyklopedii Britannica”.
- 10 grudnia – w Londynie odbyło się zebranie założycielskie Royal Academy of Arts.
- 31 grudnia – wszedł w życie kodeks karny cesarzowej Austrii Marii Teresy Constitutio Criminalis Theresiana.

- Zniszczenie przez Hiszpanię Republiki Jezuickiej Indian Guranów.
- Korsyka zdobyta przez Francuzów.
- Książę japoński Hidehito mianowany następcą tronu cesarskiego.

## Urodzili się
- 7 stycznia – Józef Bonaparte, król Neapolu i Hiszpanii (zm. 1844)
- 12 lutego – Franciszek II Habsburg, cesarz rzymsko-niemiecki i austriacki (zm. 1835)
- 13 lutego – Édouard Mortier, książę Treviso, generał francuski, marszałek Francji (zm. 1835)
- 15 lutego – Samuel Genersich, spiskoniemiecki lekarz i botanik (zm. 1844)
- 15 marca – Maria Wirtemberska właśc. Maria Anna z Czartoryskich, polska arystokratka, powieściopisarka, poetka i filantropka (zm. 1854)
- 19 marca – Jan Chrzciciel Aubert, francuski duchowny katolicki, męczennik, błogosławiony (zm. 1792)
- 21 marca – Jean Baptiste Joseph Fourier, francuski matematyk (zm. 1830)
- 12 kwietnia – Christopher Grant Champlin, amerykański kupiec, polityk, senator ze stanu Rhode Island (zm. 1840)
- 14 sierpnia – Michał Stachowicz, malarz i grafik epoki romantyzmu (zm. 1825)
- 4 września – François-René de Chateaubriand, francuski pisarz, polityk i dyplomata (zm. 1848)
- 16 września - Rozalia Lubomirska, polska księżna (zm. 1794)
- 20 października – Teofil Wolicki, polski duchowny katolicki, arcybiskup gnieźnieński i prymas Polski (zm. 1829)
- 1 listopada – Christopher Ellery, amerykański prawnik, polityk, senator ze stanu Rhode Island (zm. 1840)
- 21 listopada – Friedrich Daniel Ernst Schleiermacher, protestancki teolog, filozof i pedagog (zm. 1834)
- 24 listopada – Jerzy Samuel Bandtkie, polski bibliotekarz i bibliograf, filolog (zm. 1835)
- 30 listopada – Jędrzej Śniadecki, polski lekarz, biolog, chemik i filozof (zm. 1838)
- 19 grudnia – Anne Marie Rivier, francuska zakonnica, błogosławiona katolicka (zm. 1838)
- data dzienna nieznana: 
  - Piotr Wu Gousheng, chiński męczennik, święty katolicki (zm. 1814)

## Zmarli
- 10 lutego – Gabriel Piotr Baudouin, francuski ksiądz misjonarz, założyciel pierwszego w Warszawie domu podrzutków (ur. 1689)
- 25 lutego – Eustachy Potocki, cześnik koronny, generał artylerii litewskiej (ur. 1720)
- 24 czerwca – Maria Leszczyńska, córka Stanisława Leszczyńskiego, królowa Francji, żona Ludwika XV (ur. 1703)
- 11 września – Joseph-Nicolas Delisle, francuski astronom (ur. 1688)
- 29 października – Michel Blavet, francuski kompozytor i flecista (ur. 1700)

## Święta ruchome
- Tłusty czwartek: 11 lutego
- Ostatki: 16 lutego
- Popielec: 17 lutego
- Niedziela Palmowa: 27 marca
- Wielki Czwartek: 31 marca
- Wielki Piątek: 1 kwietnia
- Wielka Sobota: 2 kwietnia
- Wielkanoc: 3 kwietnia
- Poniedziałek Wielkanocny: 4 kwietnia
- Wniebowstąpienie Pańskie: 12 maja
- Zesłanie Ducha Świętego: 22 maja
- Boże Ciało: 2 czerwca